# Zale plumbeolinea
Zale plumbeolinea là một loài bướm đêm trong họ Erebidae.